# Five Nights at Freddy's 2 (film)
Five Nights at Freddy's 2 är en amerikansk thriller- och skräckfilm som har premiär den 5 december 2025. Filmen som är en fortsättning på Five Nights at Freddy's från 2023 är regisserad av Emma Tammi, som även skrivit manus till filmen tillsammans med Scott Cawthon och Seth Cuddeback.

## Handling
Filmen handlar om säkerhetsvakten Jeremy Fitzgerald, som börjar arbeta på Freddy Fazbear's Pizza.

## Rollista (i urval)
- Josh Hutcherson - Mike Schmidt
- Elizabeth Lail - Vanessa Shelly
- Piper Rubio - Abby Schmidt
- Matthew Lillard - William Afton

- Skeet Ulrich
- Mckenna Grace
- Teo Briones
- Freddy Carter
- Wayne Knight